# LiebesLuder
LiebesLuder ist eine deutsche schwarze Komödie von Regisseur Detlev Buck aus dem Jahr 2000.

## Inhalt
Die hübsche Studentin Ina kommt in die Kleinstadt Meschede. Nachdem sie sich mit dem Busfahrer Speedy verabredet hat, flirtet sie auf dem örtlichen Privatflugplatz mit weiteren Einheimischen. Bald beginnt sie Affären mit dem Banker Peter Nase, dem Sägewerksbesitzer Wagner und dem verheirateten Leiter des Flugplatzes, Dirk Karuso. Fleischermeister Wusch bleibt dagegen seiner Frau treu.
Am Tag der Hochzeit von Peter Nase und Christine behauptet Ina, dass sie schwanger sei und entweder Nase, Karuso oder Wagner der Vater des Kindes sein müsse. Sie legt einen gefälschten Schwangerschaftstest vor und erpresst die Männer um 200.000 Mark. Diese wollen sich jedoch nicht darauf einlassen, sondern ihr stattdessen einen Schreck einjagen. 
Speedy, den Ina als Geldüberbringer ausgewählt hat, wird instruiert, sie zu betäuben und in einen Kartoffelsack zu stecken. Durch unglückliche Umstände landet jedoch die eifersüchtige Frau des Fleischermeisters Suse Wusch in dem Sack, der von Wagner während eines Streits ins Wasser gestoßen wird. Später ertränken Nase, Karuso und Wagner auch Speedy aus Angst, von ihm verraten zu werden. Als Ina der schwangeren Christine erzählt, ihr Mann sei Suses Mörder und droht, zur Polizei zu gehen, wird sie von Christine mit dem Auto überfahren.

## Hintergrund
LiebesLuder war der erste Kinofilm, in dem Anke Engelke mitspielte. Der Film kam am 2. November 2000 in die deutschen Kinos. Er lief auf der Berlinale 2001 unter dem Alternativtitel Bundle of Joy in der Kategorie Neue Deutsche Filme.

## Kritik
„„LiebesLuder“ bringt leider nur Spurenelemente von jenem köstlich-trockenen Humor des norddeutschen Spezialisten für Provinzpossen.“